# 나는 항상 네가 지난 여름에 한 일을 알고 있다
《나는 항상 네가 지난 여름에 한 일을 알고 있다》(영어: I'll Always Know What You Did Last Summer)는 미국에서 제작된 실뱅 우아이트 감독의 2006년 초자연 슬래셔 DVD 영화이다. 브룩 네빈 등이 출연하였고, 닐 H. 모리츠 등이 제작에 참여하였다. "나는 네가 지난 여름에 한 일을 알고 있다" 삼부작 가운데 세 번째 영화이자 마지막 영화이지만 처음 두 영화 출연자는 등장하지 않고 대신 새 인물들로 영화가 시작된다.
2006년 8월 15일 DVD로 출시되었다.

## 줄거리
2005년 7월 4일, 콜로라도주 가상 마을 브로큰리지. 갈고리를 휘두르고 십대만 골라 죽인다는 "어부" 도시 전설은 이곳에서도 유명하다.
앰버, 남자친구 콜비, 친구 조이, 로저, PJ는 다 같이 짜고 마을 축제에서 로저가 "어부"인 척하여 주민들을 겁주는 장난을 친다. 이 과정에서 어부에게 쫓기는 척 하다가 건물 옥상에서 뛰어내린 PJ가 매트리스 위에 떨어지는 대신 트랙터 배기 파이프에 꽂혀 사망한다. 이들은 증거를 불태우고 이를 영원히 비밀에 부치기로 한다.
1년 뒤인 2006년 마을로 돌아온 앰버는 그날 밤 "나는 네가 지난 여름에 한 일을 알고 있다"(I know what you did last summer)는 문자 50통을 수신한다. 다음 날 누군가 앰버가 탄 스키 리프트 창을 갈고리로 깨부수며 앰버를 공격하려고 시도하는데...

## 출연
- 브룩 네빈 - 앰버 윌리엄스 역
- 데이비드 팻코 - 콜비 패터슨 역
- 토리 더비토 - 조이 역
- 벤 이스터 - 랜스, PJ의 사촌 역
- 세스 패커드 - 로저 역
- KC 클라이드 - 해프너 보안관보 역
- 클레이 테일러 - PJ 역
- 마이클 플린 - 데이비스 보안관 역
- 브리트니 니콜 리리 - 킴 역
- 스타 러포인트 - 켈리 역
- 돈 섕크스 - 벤 윌리스 / 어부 역

## 기타 제작진
- 배역: 숀 도슨, 주디 매키
- 미술: 에릭 와일러
- 의상: 에이미 진 로버츠